# Karl X Gustavs galleri

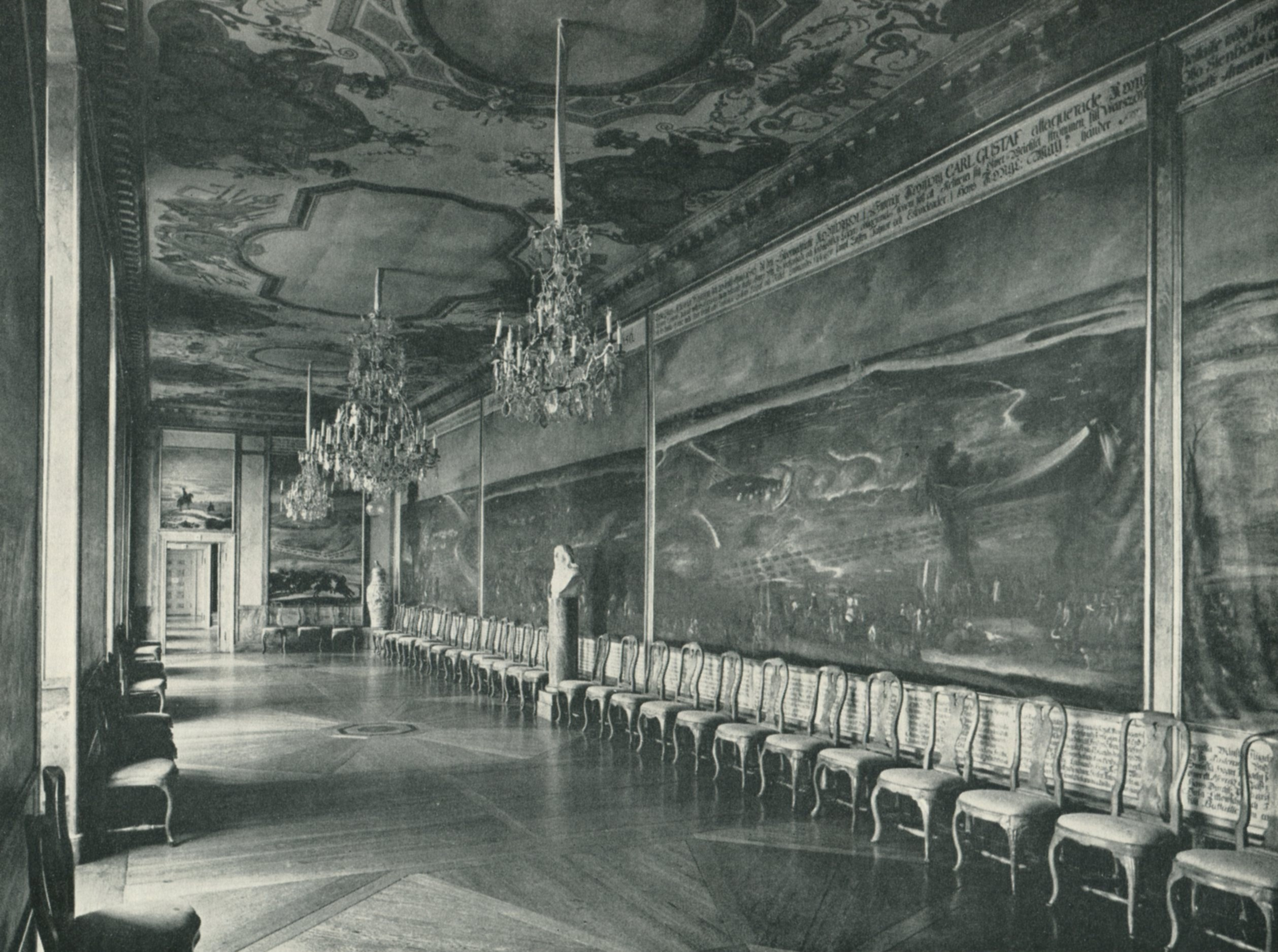
Karl X Gustavs galleri

Karl X Gustavs galleri (även Nedre galleriet) är ett konstgalleri på Drottningholms slott. Galleriet ligger i huvudvåningens mittdel mot trädgårdssidan. Rummet utsmyckades med stora tak- och väggmålningar som skildrar Karl X Gustavs militära bedrifter.

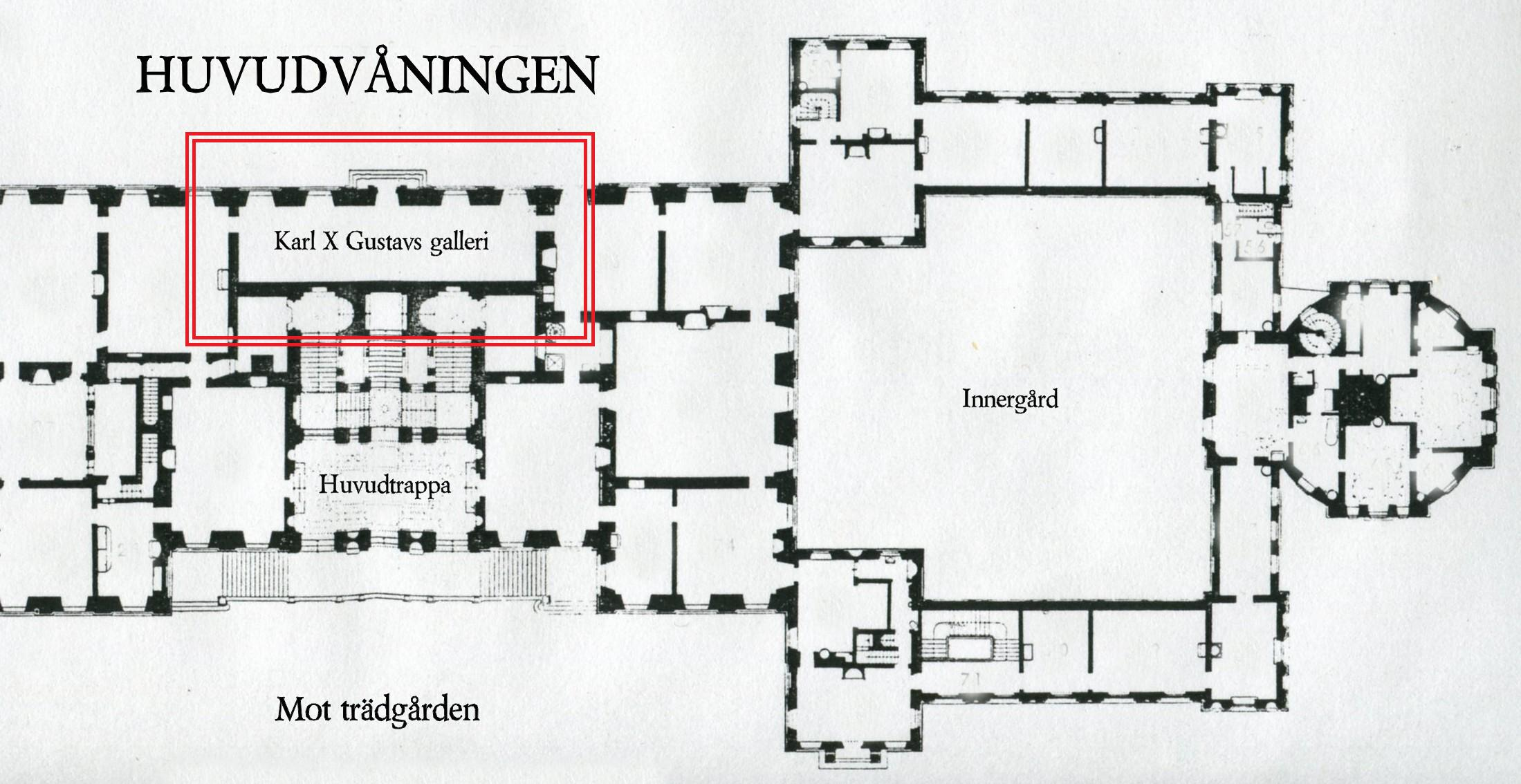
Översiktsplan.

För att hedra Karl X Gustav lät Hedvig Eleonora inreda ett galleri för den 1660 avlidne maken. Kring år 1700 började den franska konstnären Evrard Chauveau med en stor plafondmålning som visar kartuscher med riksvapnet och troféer samt diverse stridsscener.
Väggmålningarna, som utfördes av den tyska konstnären och bataljmålaren  Johann Philip Lemke, illustrerar kungens militära insatser. Lemke kom till Sverige 1683 för att arbeta på Drottningholm. För att målningarna skulle bli krigshistorisk så korrekta som möjligt fick Lemke samarbeta med militärstrategen Erik Dahlbergh. Han var då tvungen att "fritt tolka" Dahlberghs grafiska blad. En del målningar är signerade av både Lemke och Dahlbergh. I 1719 års inventarium framgår att endast tre av dessa fältslag fanns uppsatta i galleriet. Men året därpå uppsattes de nio återstående målningarna, nio år efter Lemkes död. Det skulle dröja ytterligare 20 år innan Lemkes arvingar fick betalning för verken.
Bland målningarna märks Tredagarsslaget vid Warszawa som finns på långväggen samt Tåget över Bält och Slaget vid Golomb som sitter på kortväggen.
I våningen ovanför finns Karl XI:s galleri (ej att förväxla med Karl XI:s galleri på Stockholms slott) med Karl XI:s bataljer, även här stod Lemke för målningarna som består av tio större dukar och två dörröverstycken. Dessa arbeten blev färdiga 1695.

## Bataljmålningar i urval

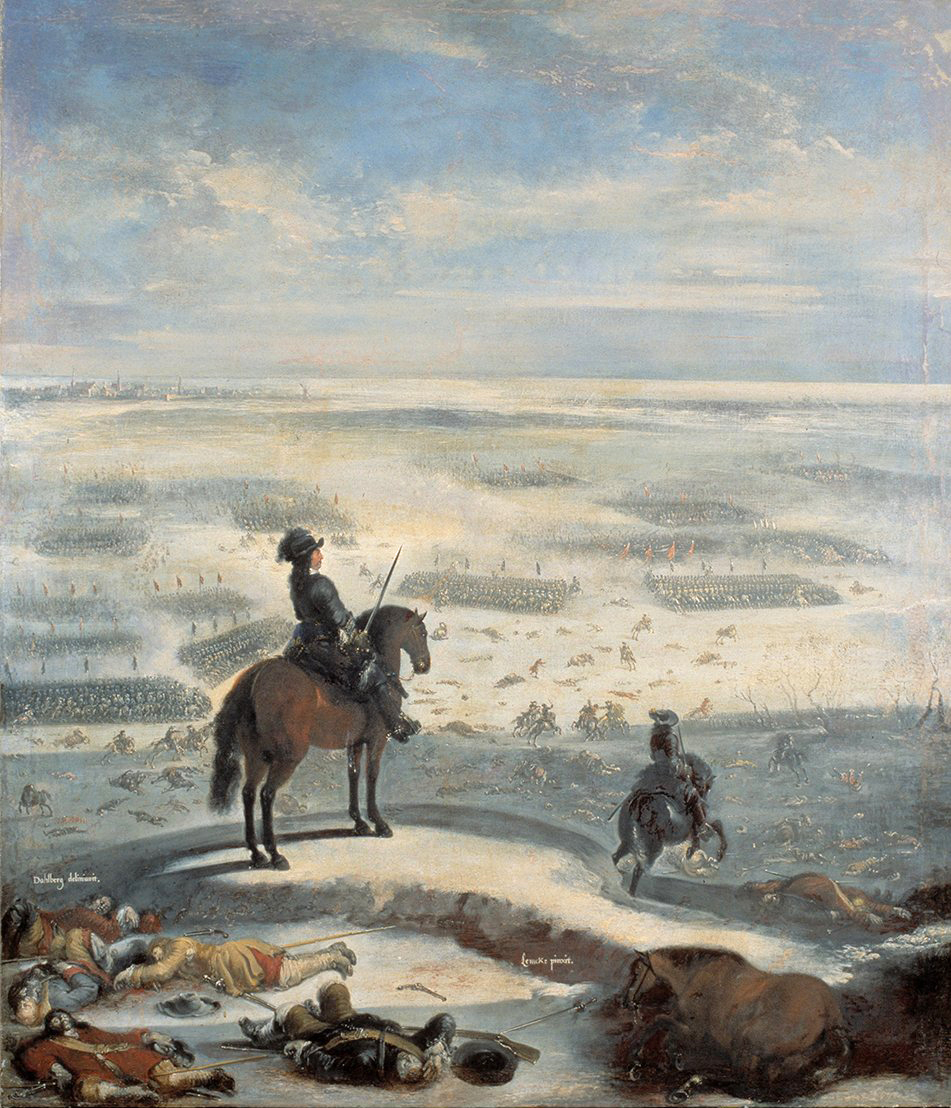
Tåget över Bält
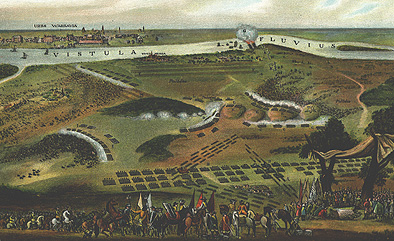
Tredagarsslaget vid Warszawa
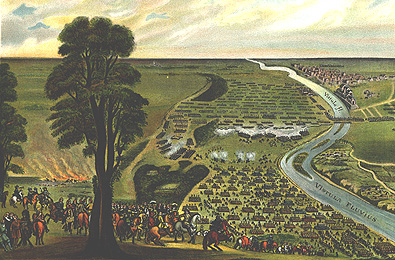
Tredagarsslaget vid Warszawa
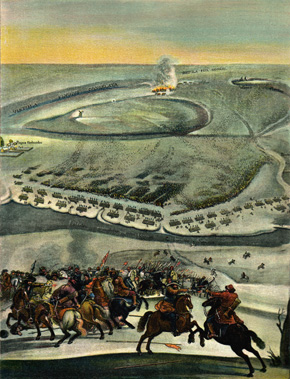
Slaget vid Golomb